# Jacob Young
Pour les articles homonymes, voir Young.
Jacob Wayne Young, né le 10 septembre 1979, est un acteur et chanteur américain. Il est connu pour son rôle de JR Chandler dans le feuilleton de la chaîne ABC La Force du destin (All My Children) et pour celui de Rick Forrester dans Amour, Gloire et Beauté (The Bold and the Beautiful) sur la chaîne CBS. Il a été le second acteur à représenter Lucky Spencer dans Hôpital central sur ABC, rôle grâce auquel il a remporté en 2002 le Daytime Emmy Award du meilleur jeune acteur dans une série télévisée dramatique. En 2004, Young a joué dans le film The Girl Next Door.
Le 11 septembre 2001, Artemis Records a sorti le CD autodidacte de Jacob Young.

## Filmographie

### Cinéma
- 2004 : The Girl Next Door de Luke Greenfield : Hunter.
- 2014 : Blind : l'ex-mari d'Elin.

### Télévision

#### Séries télévisées
- 1997-2018 : Amour, Gloire et Beauté de William J. Bell et Lee Phillip Bell (984 épisodes) : Rick Forrester
- 2001-2003 : Hôpital central de Doris Hursley et Frank Hursley (150 épisodes) : Lucky Spencer
- 2003-2011 : La Force du destin d'Agnes Nixon (843 épisodes) : JR Chandler
- 2004 : La Star de la famille (Hope & Faith) de Joanna Johnson (saison 1, épisodes 24 & 25) : Heath Hamilton
- 2005 : On ne vit qu'une fois d'Agnes Nixon (6 épisodes) : JR Chandler
- 2011 : Des jours et des vies (Days of our Lives) d'Agnes Nixon (épisode 11678 ) : Kinsey
- 2014 : Les Feux de l'amour (épisode 10389) : Rick Forrester
- 2020 : The IP Section (saison 2, épisode 5) : Craig
- 2020 : yA : Brian Garrett-Nelson (2019)
- 2020 : Beacon Hill (saison 2, épisodes 5 & 6) : JD Cooper
- 2021 : High School Musical : La Comédie musicale, la série (saison 2, épisode 8) : Cash Caswell
- 2021 : The Walking Dead de Frank Darabont et Robert Kirkman : Deaver
- 2021 : Bloodbath (3 épisodes) : Sergent Ben Watson

#### Téléfilms
- 2012 : L'Impensable Vérité de Richard Gabai : Docteur Kent
- 2018 : Dernières vacances avant de te tuer de Tamar Halpern : Jake Johnson
- 2018 : L'Ambassadrice de Noël (Christmas Made to Order) de Sam Irvin : Jeff
- 2019 : Sur un air de Noël (The Road Home for Christmas) de Peter Sullivan : Mark
- 2020 : Coup de foudre dans l'allée des sapins (Christmas Tree Lane) de Steven R. Monroe : locataire #2
- 2021 : Dans l'enfer d'une secte (The Cult) de Nigel Thomas : Bridger

## Distinctions

### Récompenses
- Daytime Emmy Awards 2002 : Meilleur jeune acteur dans une série télévisée dramatique pour Amour, Gloire et Beauté (1997-2018).

### Nominations
- Daytime Emmy Awards 1999 : Meilleur jeune acteur dans une série télévisée dramatique pour Amour, Gloire et Beauté (1997-2018).
- Daytime Emmy Awards 2005 : Meilleur jeune acteur dans une série télévisée dramatique pour Amour, Gloire et Beauté (1997-2018).
- 2009 : Daytime Emmy Awards du meilleur acteur dans un second rôle dans une série télévisée dramatique pour Amour, Gloire et Beauté (1997-2018).
- 2009 : Online Film & Television Association Awards du meilleur acteur dans un second rôle dans une série télévisée dramatique pour Amour, Gloire et Beauté (1997-2018).
- 2016 : Daytime Emmy Awards du meilleur acteur dans un second rôle dans une série télévisée dramatique pour Amour, Gloire et Beauté (1997-2018).